# B.J. Novak
Benjamin Joseph Manaly Novak (ur. 31 lipca 1979 w Newton) – amerykański aktor, komik, scenarzysta i producent telewizyjny. Odtwórca roli Ryana Howarda w sitcomie NBC Biuro (The Office, 2005–2013), którego również był scenarzystą. 

## Życiorys
Urodził się w Newton w Massachusetts jako syn Lindy (z domu Manaly) i Williama Arnolda „Billa” Novaka, pisarza. Jego rodzina była pochodzenia żydowskiego. Uczęszczał do liceum Newton South High School z Johnem Burke Krasinskim. W 2001 odebrał licencjat z literatury angielskiej i hiszpańskiej na Uniwersytecie Harvarda.
Jego pierwszy występ komediowy odbył się w Hollywood Youth Hostel 10 października 2001. Jego kariera w branży rozrywkowej była kontunuowana w drugim sezonie programu emitowanego na MTV Punk’d (2003), gdzie wspólnie z Ashtonem Kutcherem płatał figle Hilary Duff, Rachael Leigh Cook, Usherowi i Mýi.

## Wybrana filmografia

### Filmy
- 2007: Wpadka jako nienazwany lekarz
- 2007: Zabić wspomnienia jako Pan  Fallon
- 2009: Bękarty wojny jako Smithson Utivich
- 2011: Smerfy jako Smerf Kucharz (głos)
- 2012: Dyktator
- 2013: Stażyści jako mężczyzna przeprowadzający wywiad
- 2013: Ratując pana Banksa jako Robert Sherman
- 2013: Smerfy 2 jako Smerf Kucharz (głos)
- 2014: Niesamowity Spider-Man 2 jako Alistair Smythe
- 2016: McImperium (The Founder) jako Harry J. Sonneborn

### Seriale
- 2005–2013: Biuro (The Office) jako Ryan Howard
- 2013: Świat według Mindy jako Jamie
- 2014: Community jako Pan Egypt
- 2014: Newsroom jako Lucas Pruit
- 2015: Artur jako MC
- 2016–2018: Crazy Ex-Girlfriend w roli samego siebie